# Nui
Nui – atol należący do archipelagu Tuvalu. W 2002 roku na atolu mieszkało 548 osób. Atol odkrył hiszpański podróżnik Álvaro de Mendaña de Neyra 16 stycznia 1568 roku.
Na Nui znajduje się szkoła podstawowa (Valpuna Primary School) i przedszkole (Punavani Pre-School) (stan na 2014 rok).